# Воронин, Артём Игоревич
Артём Игоревич Воро́нин (род. 22 июля 1991, Видное) — российский хоккеист, нападающий.

## Биография
Воспитанник московской хоккейной школы «Крылья Советов».
В начале 2009 года попал на драфт КХЛ, где был выбран хоккейным клубом «Спартак» Москва. За короткий промежуток времени стал одним из лидеров молодёжной команды «красно-белых». После того как в основной команде из-за травм выбыл из строя ряд игроков, главный тренер Милош Ржига вызвал Воронина из МХК «Спартак», в котором он сыграл 56 матчей и набрал 57 очков, на серию выездных игр против новосибирской «Сибири» и хабаровского «Амура» в основную команду. Всего в сезоне 2009—2010 Континентальной хоккейной лиги Воронин сыграл десять матчей.
В сезоне 2010—2011 провёл 20 матчей за основную команду и 19 за молодёжную. Единственный из молодых «спартаковцев» был заявлен в молодёжную сборную России. Сначала в её составе он сыграл в Subway Super Series, а затем поехал на победный чемпионат мира. По возвращении продолжил чередовать выступления за молодёжную и основную команду.
После досрочного окончания выступления «Спартака» в Плей-офф КХЛ 2011 был отправлен в фарм-клуб ВХЛ — «Крылья Советов».
В сезоне 2011/12 стабильно играл в основной команде, проведя 48 матчей и лишь раз поразив ворота, отдав 4 результативные передачи. За МХК «Спартак» провёл 19 игр и набрал 15 очков.
В сезоне 2012/13 продолжал стабильно выступать в основной команде: в 35 матчах за «Спартак» он набрал 4 очка. Впрочем, от него, как от центрального нападающего, требовалось активно помогать защитникам, а не постоянно рваться вперёд. Также провёл свой последний сезон за МХК «Спартак», с которым завоевал серебряные медали соревнований. По итогам плей-офф Воронин был признан самым ценным игроком МХЛ. В сезоне сезоне 2014—2015 основной состав «Спартака» не смог принять участие в КХЛ из-за финансовых проблем и Воронин, в качестве свободного агента, присоединился к мытищинскому «Атланту».
В сезоне 2015—2016 Воронин стал одним из первых хоккеистов, который присоединился к вновь созданному «Спартаку». За красно-белых провёл полноценных 4 сезона, стабильно выступая за основной состав и был ассистентом капитана. 9 октября 2018 года стал новым рекордсменом красно-белых по числу матчей в КХЛ в составе клуба. Игра с «Нефтехимиком» стала для него 268-й. Предыдущий рекорд принадлежал словацкому нападающему Штефану Ружичке. 1 мая 2019 года после окончания контракта покинул команду.
В сезоне 2019—2020 выступал за клуб-дебютант лиги ВХЛ — «Хумо» из Ташкента. Выполнял роль ассистента капитана, провёл 46 матчей в регулярном сезоне, забросил 14 шайб и отдал 22 результативные передачи. Дошёл с командой до четвертьфинала плей-офф, где «Хумо» уступил хоккейному клубу «Звезда»; сыграл в 11 матчах, забросил 2 шайбы и трижды ассистировал партнёрам. После того как руководство «Хумо» объявило об отказе от участия в следующем сезоне ВХЛ в связи с эпидемиологической ситуацией Воронин стал подыскивать себе варианты продолжения карьеры и перешёл в ханты-мансийскую «Югру».

## Статистика выступлений
По состоянию на 24 февраля 2015 года
| 2009/10               | Спартак Москва        | КХЛ                   | 10  | 0  | 0  | 0   | 2   | 1  | 0  | 0  | 0  | 0  |
| 2009/10               | МХК Спартак М         | МХЛ                   | 56  | 18 | 39 | 57  | 98  | -  | -  | -  | -  | -  |
| 2010/11               | Спартак Москва        | КХЛ                   | 16  | 0  | 0  | 0   | 4   | 4  | 0  | 1  | 1  | 4  |
| 2010/11               | Крылья Советов М      | ВХЛ                   | -   | -  | -  | -   | -   | 5  | 0  | 1  | 1  | 4  |
| 2010/11               | МХК Спартак М         | МХЛ                   | 26  | 6  | 16 | 22  | 44  | -  | -  | -  | -  | -  |
| 2011/12               | Спартак Москва        | КХЛ                   | 48  | 1  | 4  | 5   | 6   | -  | -  | -  | -  | -  |
| 2011/12               | МХК Спартак М         | МХЛ                   | 14  | 3  | 8  | 11  | 10  | 5  | 1  | 3  | 4  | 4  |
| 2012/13               | Спартак Москва        | КХЛ                   | 30  | 1  | 3  | 4   | 8   | -  | -  | -  | -  | -  |
| Кубок Надежды 2013    | Спартак Москва        | КХЛ                   | -   | -  | -  | -   | -   | 5  | 0  | 0  | 0  | 0  |
| 2012/13               | МХК Спартак М         | МХЛ                   | 21  | 7  | 18 | 25  | 12  | 20 | 10 | 10 | 20 | 16 |
| 2013/14               | Спартак Москва        | КХЛ                   | 15  | 0  | 0  | 0   | 4   | -  | -  | -  | -  | -  |
| 2013/14               | Сокол Красноярск      | ВХЛ                   | 16  | 1  | 6  | 7   | 16  | 3  | 1  | 0  | 1  | -  |
| 2014/15               | Атлант                | КХЛ                   | 49  | 2  | 4  | 6   | 23  | -  | -  | -  | -  | -  |
| 2015/16               | Спартак Москва        | КХЛ                   | 51  | 3  | 2  | 5   | 41  | -  | -  | -  | -  | -  |
| 2016/17               | Спартак Москва        | КХЛ                   | 43  | 6  | 5  | 11  | 29  | -  | -  | -  | -  | -  |
| 2017/18               | Спартак Москва        | КХЛ                   | 46  | 6  | 11 | 17  | 35  | 2  | 0  | 0  | 0  | 0  |
| 2018/19               | Спартак Москва        | КХЛ                   | 34  | 3  | 3  | 6   | 8   | -  | -  | -  | -  | -  |
| Всего в КХЛ           | Всего в КХЛ           | Всего в КХЛ           | 342 | 22 | 32 | 54  | 137 | 12 | 0  | 1  | 1  | 0  |
| Всего в ВХЛ           | Всего в ВХЛ           | Всего в ВХЛ           | 16  | 1  | 6  | 7   | 16  | 8  | 1  | 1  | 2  | 4  |
| Всего в МХЛ           | Всего в МХЛ           | Всего в МХЛ           | 117 | 34 | 81 | 115 | 164 | 25 | 11 | 13 | 24 | 20 |
| Всего в Кубке Надежды | Всего в Кубке Надежды | Всего в Кубке Надежды | -   | -  | -  | -   | -   | 5  | 0  | 0  | 0  | 0  |

## Международная карьера
Являлся основным игроком молодёжной хоккейной сборной России, в составе которой, в 2011 году, выиграл золото чемпионата мира.
| Год            | Команда        | Турнир         | Место          |   | И | Г | П | О  | Штр |
| -------------- | -------------- | -------------- | -------------- | - | - | - | - | -- | --- |
| 2010-2011      | Россия(мол.)   | МЧМ (до 20)    |                | 7 | 1 | 2 | 3 | 10 |     |
| Всего (юниор.) | Всего (юниор.) | Всего (юниор.) | Всего (юниор.) | 7 | 1 | 2 | 3 | 10 |     |

## Достижения
- Чемпион мира 2011 года среди юношей (U20)
- Обладатель Кубка Петрова сезона 2020-2021, 2023-2024
- Серебряный призёр МХЛ сезона 2012-2013